# Плетенёвка (река)
Плетенёвка — река в России, протекает в Омутнинском районе Кировской области. Устье реки находится в 58 км по правому берегу реки Белой. Длина реки составляет 11 км.
Исток реки на Верхнекамской возвышенности в 15 км к юго-востоку от села Залазна. Плетенёвка течёт на юго-запад по ненаселённому лесу, впадает в Белую у нежилой деревни Лусники выше деревни Вороны.

## Данные водного реестра
По данным государственного водного реестра России относится к Камскому бассейновому округу, водохозяйственный участок реки — Вятка от истока до города Киров, без реки Чепца, речной подбассейн реки — Вятка. Речной бассейн реки — Кама.
По данным геоинформационной системы водохозяйственного районирования территории РФ, подготовленной Федеральным агентством водных ресурсов:
- Код водного объекта в государственном водном реестре — 10010300212111100029966
- Код по гидрологической изученности (ГИ) — 111102996
- Код бассейна — 10.01.03.002
- Номер тома по ГИ — 11
- Выпуск по ГИ — 1